# Ciborinia candolleana
Ciborinia candolleana är en svampart som först beskrevs av Joseph-Henri Léveillé, och fick sitt nu gällande namn av Whetzel 1945. Ciborinia candolleana ingår i släktet Ciborinia och familjen Sclerotiniaceae.   Inga underarter finns listade i Catalogue of Life.
I den svenska databasen Dyntaxa används istället namnet Scleromitrula candolleana för samma taxon.  Arten är reproducerande i Sverige.